# كابوا (أسطورة)
كابوا (بالإنجليزية: Kapua)‏ المخادعون المقدسون ومثيرو سوء التفاهم في هاواي.